# Kai Ödeen
Kai Ödeen. född 28 maj 1936 i Stockholm, är en svensk väg- och vattenbyggnadsingenjör.
Ödeen, som är son till generaldirektör Stig Ödeen och filosofie kandidat Karin af Malmborg, utexaminerades från Kungliga Tekniska högskolan 1960, blev teknologie licentiat 1965, teknologie doktor 1968 och docent i byggnadsstatik vid Lunds tekniska högskola 1968 och professor i byggnadsmateriallära vid Kungliga Tekniska högskolan från 1973. Han var assistent vid Kungliga Tekniska högskolan 1961–1965, vid Statens provningsanstalt 1965–1971, hos Svenska brandförsvarsföreningen 1971–1986, hos Swedoor AB/Stora Byggprodukter AB 1986–1994. Han har författat skrifter främst rörande byggnadstekniskt brandskydd och miljöeffekter av byggnadsmaterial.